# Dagohoy
Dagohoy ist eine philippinische Stadtgemeinde im Zentrum der Provinz Bohol mit 19.158 Einwohnern (Zensus 1. August 2015).

## Entstehung
Die Anfänge Dagohoys gehen auf Dr. Jose Rizal zurück. Nach Verbüßung seiner Strafe im Exil in Dapitan kam er nach Bohol, um eine Fläche zur Gründung einer landwirtschaftlichen Siedlung zu suchen. Etwa 25 Jahre später, 1920, wurde dann offiziell die Colonia Agricula de Bohol gegründet, kurz Colonia genannt. Colonia lag damals auf dem Territorium der Gemeinde Carmen. Erst am 21. Juni 1956 dann wurde nach einem Erlass des damaligen Präsidenten Ramon Magsaysay eine eigenständige Stadtgemeinde gegründet, die den Namen Dagohoy erhielt. Vorgeschlagen wurde der Name Dagohoy von dem selbst aus Bohol stammenden damaligen Vizepräsidenten Carlos P. Garcia zu Ehren des boholanischen Helden Francisco Sendrijas, auch bekannt als Francisco Dagohoy. Francisco Sendrijas war der Begründer und Anführer einer 85 Jahre lang andauernden Rebellion in Bohol gegen die spanische Zentralregierung. Der Beiname Dagohoy entstammt der Phrase „dagon sa hoyohoy“ (Cebuano, übersetzt in etwa Talisman einer sanften Brise). Der Talisman bezieht sich auf ein Amulett, welches Francisco Sendrijas trug und welches ihn vor seinen Feinden geschützt haben soll. Da er seinen Gegnern immer wieder entkommen konnte, wurde ihm zudem nachgesagt, dass er den Schutz eines sanften Windes besaß, welcher ihn mit Leichtigkeit von Hügel zu Hügel oder auch ans andere Flussufer trug.
Die heute zur Gemeinde Dagohoy zählenden 15 Barangays waren zuvor Teile der angrenzenden Gemeinden Carmen, Ubay und Trinidad.

## Barangays
Dagohoy ist politisch in 15 Baranggays unterteilt.
| - Babag - Can-oling - Candelaria - Estaca - Cagawasan - Cagawitan - Caluasan - La Esperanza | - Mahayag - Malitbog - Poblacion - San Miguel - San Vicente - Santa Cruz - Villa Aurora |